# Heidi Lindström
Heidi Lindström (* 30. November 1981) ist eine ehemalige finnische Fußballspielerin. 

## Karriere

### Vereine
Lindström gehörte in den Spielzeiten 2009 bis 2011 dem Hauptstadtverein HJK Helsinki an. In der SM-sarja, der seinerzeit höchsten Spielklasse im finnischen Frauenfußball, bestritt sie 42 Punktspiele, in denen sie 19 Tore erzielte. Bei ihrem Vereins- und Pflichtspieldebüt am 5. April 2009 erzielte sie beim 10:0-Sieg im Heimspiel gegen PuiU Helsinki mit dem Treffer zum 3:0 in der siebten Minute sogleich ihr erstes Tor. In den folgenden 18 Punktspielen folgten weitere vier Tore und zwei in lediglich drei Punktspielen in der Folgespielzeit. In der Spielzeit 2011 hatte sie mit 20 Punktspielen und zwölf Toren jeweils ihre Bestwerte für den Verein. Während ihrer Vereinszugehörigkeit erreichte sie mit der Mannschaft zweimal das Finale um den nationalen Vereinspokal; am 31. Oktober 2009 war sie mit ihr dem FC Honka Espoo mit 0:1 unterlegen und am 25. September 2010 wurde die Frauenfußballmannschaft von Ilves Tampere mit 2:1 bezwungen.
Nach Espoo gelangt, kam sie in zwei Spielzeiten für den dort ansässigen Ligakonkurrenten FC Honka Espoo zum Einsatz; zwei Tore in 26 Punktspielen konnte sie auf sich vereinen.
In ihren letzten beiden Spielzeiten gehörte sie ein zweites Mal HJK Helsinki an, für den Verein sie in insgesamt 18 Punktspielen jedoch ohne Tor- und Titelerfolg blieb; das Pokalfinale am 2. Juni 2015 wurde mit 3:4 gegen den FC Honka Espoo verloren.

### Nationalmannschaft
Lindström bestritt in einem Zeitraum von vier Jahren 21 Länderspiele für die A-Nationalmannschaft. Sie debütierte am 15. Februar 2005 in Las Palmas de Gran Canaria beim 2:2-Unentschieden im Freundschaftsspiel gegen die Nationalmannschaft Spaniens. In diesem Spieljahr nahm sie auch das erste Mal am Turnier um den Algarve-Cup teil, in dem sie alle drei Spiele der Gruppe B bestritt. Zudem bestritt sie am 27. April in Fiuggi das torlos gebliebene Freundschaftsspiel gegen die Nationalmannschaft Italiens und die am 20. August in Oulu mit 4:0 gewonnene Begegnung mit der Nationalmannschaft der Niederlande. Zwischen den beiden Länderspielen gehörte sie der Mannschaft unter Trainer Michael Käld an, die an der Europameisterschaft teilnahm. Sie wurde einzig im letzten Spiel der Gruppe A, beim 2:1-Sieg über die Nationalmannschaft Dänemarks eingesetzt – als Einwechselspielerin für Heidi Kackur ab der 74. Minute. Nachdem sie im Spieljahr 2006 kein Länderspiel hatte, bestritt sie im Spieljahr 2007 fünf – vier im Turnier um den Algarve-Cup und eins in Freundschaft am 31. Mai in Kongsvinger, wo sich ihre Mannschaft von der Norwegens mit 1:1 unentschieden trennte. In ihrem letzten Länderspieljahr wurden ihre Dienste im offensiven Mittelfeld neun Mal benötigt. Zunächst im Vier-Nationen-Turnier 2008 in Guangzhou im Spiel gegen die US-amerikanische Nationalmannschaft, der man 1:4 unterlegen war, danach viermal im Turnier um den Algarve-Cup. Am 4. und 7. Mai wurde sie in zwei Vergleichsspielen mit der Nationalmannschaft Islands und am 24. und 27. August mit der Nationalmannschaft Schottlands eingesetzt.

### Weiteres
Nach der Beendigung ihrer aktiven Karriere im Fußball spielte Lindström in der höchsten nationalen Liga Handball bei Sparta IF in Helsinki und später in der Nationalmannschaft Futsal.
Sie wirkte auch als Sportexpertin für das finnlandschwedische staatliche Fernsehen Svenska Yle.

## Erfolge
Nationalmannschaft
- Halbfinalist Europameisterschaft 2005

HJK Helsinki
- Finnischer Pokalsieger 2010 und -finalist 2009, 2015